# Campo de rugby Valle de las Cañas
El campo de rugby Valle de las Cañas forma parte de las instalaciones del complejo deportivo que recibe el mismo nombre. El terreno de juego es de hierba artificial para favorecer su mantenimiento. Dirección: Camino Alcorcón, S/N 28223 Pozuelo de Alarcón (Madrid).
En él juegan como locales el Olímpico de Pozuelo, equipo de Pozuelo desde 1976 y también el CRC Madrid desde el 2014 . El campo fue sede de los Gatos de Madrid durante la primera edición de la Liga Superibérica de rugby disputada en 2009.

## La ciudad deportiva
Valle de las Cañas es una ciudad deportiva dedicada al deporte, inaugurada en 2010 por el excelentísimo Ayuntamiento de Pozuelo de Alarcón. En la actualidad se encuentra gestionada por la sociedad de capital privado Grand Slam 5 S.L. del que forma parte el extenista José López-Maeso Urquiza. En su año de inauguración uno de los principales cometidos de su construcción fue la de dar cabida a los entrenamientos deportivos del equipo de Baloncesto del Real Madrid. A día de hoy, el edificio multideporte se dedica a la prestación de servicios deportivos para la Comunidad de Madrid.

## Localización
Situada en el distrito II de Pozuelo de Alarcón, la ciudad deportiva de Valle de las Cañas se encuentra entre las instalaciones más grandes de Europa dedicadas al multideporte con más de 200.000 metros cuadrados de extensión y 17.000 metros cuadrados dedicadas al edificio principal multiservicios donde se encuentran el pabellón deportivo de Fitness Sports Valle las Cañas.

## Accesos en transporte público

### Autobús
Autobuses urbanos (Pozuelo de Alarcón):
- 2
- 3

Autobuses Interurbanos:
- 564

### Metro Ligero
- Pozuelo Oeste (ML-2)